# ريبرودكشن (صحيفة)
ريبرودكشن هي صحيفة طبية تخضع لمراجعة الأقران يتم إصدارها شهريا، ويتم تغطية مواضيع مثل علم الأحياء الخلوي والجزيئي المتخصص بالتكاثر، والذي يشمل نمو الأمشاج والمراحل الأولى من الأجنة في كل الأنواع؛ ومراحل النمو مثل التمايز الخلوي والتشكل حيوي والآليات التنظيمية المتعلقة بها في الحالات الطبيعية والمرضية، و تقنيات التلقيح بالمساعدة بنماذج علمية وبيئة اكلينيكية، وطب الغدد الصماء التناسلية والعقم والتكاثر المناعي وعلم وظائف الأعضاء.
ومن أبرز المواضيع الاستنساخ وعلم أحياء خلية جذعية جنينية والأثار البيئية على إمكانية التكاثر والصحة، وآثر التخلق على التكاثر، وكذلك يتم تغطية مراحل النمو. رئيس تحرير الصحيفة الأستاذ كريس برايس والدكتور جريج فيتزهاريس (كلاهما من جامعة مونتريال، كندا).
ريبرودكشن هي صحيفة للمجتمع في مجال التكاثر والخصوبة، ويتم نشرها من قبل بايوسينتفيكا. ووفقا لمعهد المعلومات العلمية، فإن الصحيفة حققت في عام 2017 معامل تأثير يعادل 3.086.